# Рамбер, Эжен
Эжен Рамбер (6 апреля 1830, Сале (ныне Монтрё, Швейцария) — 21 ноября 1886, Лозанна) — швейцарский писатель
, поэт, литературный критик, журналист, педагог, профессор, натуралист.

## Биография
Выпускник богословского факультета Свободной церкви кантона Во в Лозанне, затем переехал в Париж, где изучал французскую литературу. С 1855 по 1860 год был профессором французской литературы в Лозаннской академии, затем до 1881 года — в Швейцарском федеральном политехническом институте в Цюрихе, затем снова до 1886 года — в Лозанне. В 1879 году получил звание почётного доктора Базельского университета.
В качестве литературного критика сотрудничал с газетами и журналами Revue des Deux Mondes, Revue Suisse, Bibliothèque universale, Gazette vaudoise, Pairie, Nouvelliste vaudois, Gazette de Lausanne.
Автор прозы и поэзии, литературных статей, богословских очерков и повестей, а также очерков об альпийской флоре и путеводителей.
В 1863 г. Рамбер был одним из основателей, а затем президентом Швейцарского альпийского клуба. К 1875 году опубликовал пятитомное описание швейцарских Альп, а в 1885 году — книгу о местных птицах.

## Избранные сочинения
- «Corneille Racine et Molière» (Лозанна, 1862),
- «Les Alpes suisses» (1865—1874),
- «Alexandre Vinet d’après ses poésies» (1868),
- «L’avenir de l’instruction supérieure dans la Suisse française» (1869),
- «Poésies» (1871 и 1874),
- «Ecrivains nationaux» (1874),
- «Oiseaux dans la nature» (1879).

## Память
- В 1898 году была учреждена старейшая литературная премия во франкоязычной Швейцарии — премия Рамбер .